# Leucania nigrostriata
Leucania nigrostriata är en fjärilsart som beskrevs av Tutt 1891. Leucania nigrostriata ingår i släktet Leucania och familjen nattflyn. Inga underarter finns listade i Catalogue of Life.